# Sobo (Pringkuku)
Sobo is een bestuurslaag in het regentschap Pacitan van de provincie Oost-Java, Indonesië. Sobo telt 690 inwoners (volkstelling 2010).